# Verwaltungsgemeinschaft Elfershausen
In der Verwaltungsgemeinschaft Elfershausen im unterfränkischen Landkreis Bad Kissingen haben sich folgende Gemeinden zur Erledigung ihrer Verwaltungsgeschäfte zusammengeschlossen:
1. Elfershausen, Markt, 2852 Einwohner, 34,90 km²
2. Fuchsstadt, 1917 Einwohner, 18,30 km²

Sitz der Verwaltungsgemeinschaft ist Elfershausen. Vorsitzender der Verwaltungsgemeinschaft ist Peter Hart, der stellvertretende Vorsitzende ist Karlheinz Kickuth.